# Petite rivière Cascapédia Ouest
Pour les articles homonymes, voir Cascapédia.
La petite rivière Cascapédia Ouest coule vers le sud dans les Monts Chic-Chocs (faisant partie des Monts Notre-Dame), dans la région administrative de la Gaspésie-Îles-de-la-Madeleine, au Québec, au Canada. Son cours traverse les municipalités régionales de comté de :
- MRC de La Haute-Gaspésie : territoire non organisé du Mont-Albert : canton de Lesseps, de Lemieux et de Balwin ;
- MRC de Bonaventure : territoire non organisé de Rivière-Bonaventure : canton de Dufour, de Flahault et de Robidoux.

La "petite rivière Cascapédia Ouest" est un affluent de la petite rivière Cascapédia laquelle coule vers le Sud pour se déverser sur la rive Nord de la Baie-des-Chaleurs. Cette dernière s'ouvre vers l'Ouest sur le golfe du Saint-Laurent.
La "petite rivière Cascapédia Ouest" est accessible par la route 132 jusqu'à la ville de New Richmond située sur la rive Nord de la Baie-des-Chaleurs. De là, les voyageurs se dirigent vers le nord, en remontant le "chemin de Saint-Edgar", longeant le côté Est de la Petite rivière Cascapédia ; puis empruntent la route forestière qui longe le côté Ouest de la "petite rivière Cascapédia Ouest" jusqu'au pont situé entre la confluence du ruisseau Mackenzie et la confluence du ruisseau des chutes. À partir de ce pont, la route continue vers le Nord, en longeant la rive Est de cette dernière rivière.

## Géographie
La "petite rivière Cascapédia Ouest" prend sa source dans le parc national de la Gaspésie, situé au centre de la péninsule gaspésienne, dans le canton de Lesseps dans la municipalité régionale de comté (MRC) de La Haute-Gaspésie. La source de ce cours d'eau est située au Sud-Est du Mont Vallières de Réal et au Sud-Ouest du Mont McGerrigle. La rivière débute sur le versant Est de la ligne de partage des eaux avec le "ruisseau du Bois" lequel est un affluent du Lac Sainte-Anne (plan d'eau de tête de la rivière Sainte-Anne (La Haute-Gaspésie))".
Cette source de la rivière est située à :
- 5,1 km au Nord-Est de la limite du canton de Lemieux ;
- 8,3 km au Nord de la limite du canton de Deville ;
- 58,4 km au Nord de la confluence de la petite rivière Cascapédia ;
- 40,6 km à l'Ouest du centre du village de Murdochville.

La "petite rivière Cascapédia Ouest" coule vers le Sud entre la rivière Cascapédia (située du côté Ouest) et la Petite rivière Cascapédia Est (située du côté est). Ce cours coule sur 69,3 km) dans une vallée encaissée, répartis selon les segments suivants :
Cours supérieur de la rivière (segment de 34,6 km)
- 7,8 km vers le Sud dans le canton de Lesseps, jusqu'à un ruisseau (venant du Nord-Est), situé à la limite du canton de Lemieux ;
- 2,5 km vers le Sud dans le canton de Lemieux en coupant la route forestière en fin de segment, jusqu'à la limite du canton de Baldwin ;
- 6,1 km vers le Sud dans le canton de Baldwin dans une vallée encaissée qui constitue le prolongement vers le Sud de la vallée du Lac Sainte-Anne, jusqu'au "ruisseau du Six Milles" (venant du Sud-Ouest) ;
- 1,3 km vers l'Est dans une vallée encaissée, jusqu'à un ruisseau (venant du Nord-Est) ;
- 2,1 km vers le Sud-Est, jusqu'à un ruisseau (venant du Nord-Est) ;
- 11,5 km vers le Sud-Est, jusqu'à un ruisseau (venant de l'Ouest) ;
- 2,0 km vers le Sud, jusqu'à un ruisseau (venant du Nord-Est) ;
- 1,3 km vers le Sud, jusqu'à la limite Nord du canton de Dufour ;

Cours inférieur de la rivière (segment de 34,7 km)
- 2,5 km vers le Sud dans le canton de Dufour, jusqu'à la confluence du ruisseau Caron (venant de l'Ouest) ;
- 23,0 km vers le Sud, jusqu'à la limite du canton de Robidoux et du canton de Flahault ;
- 1,9 km vers le Sud, formant la limite entre le canton de Robidoux et de Flahault, jusqu'au ruisseau Samarague (venant de l'Ouest) ;
- 4,3 km vers le Sud, jusqu'à au ruisseau de la coulée des Cèdres (venant de l'Ouest) ;
- 3,0 km vers le Sud, jusqu'à la confluence de la rivière[1].

La confluence de la "petite rivière Cascapédia Ouest" est située à :
- 6,4 km au Sud de la limite du canton de Marcil ;
- 9,1 km au Nord-Ouest de la limite du canton de New-Richmond ;
- 23,0 km au Nord du pont de la baie de New Richmond, situé à la confluence de la Petite rivière Cascapédia.

La confluence de la "petite rivière Cascapédia Ouest" et de la "petite rivière Cascapédia Est" constitue la tête de la rivière Cascapédia. Cette dernière coule vers le Sud pour se déverser sur la rive Nord de la Baie-des-Chaleurs.

## Toponymie
Cette rivière est désignée la Petite rivière Cascapédia Ouest pour la différencier de la "rivière Cascapédia Est" et de la "rivière Cascapédia (désignée populairement "Grande rivière Cascapédia").
Le toponyme "Petite rivière Cascapédia" a été référencé sur une carte pour la première fois en 1686 par Jean-Baptiste-Louis Franquelin sous le nom de Kichkabeguiak. Ce toponyme apparait sous la graphie "Kaskabijack" sur une carte de 1783. Dès 1863, son nom actuel fut utilisé par Stanislas Drapeau.
Le toponyme "Petite rivière Cascapédia Ouest" tire son origine du terme "Cascapédia". Provenant de la langue micmaque, ce terme est dérivé du mot gesgapegiag, signifiant « forts courants » ou « rivière large ».
Le toponyme « Petite rivière Cascapédia Ouest » a été officialisé le 5 décembre 1968 à la Banque des noms de lieux de la Commission de toponymie du Québec.